# 奧斯特羅祖布山
奧斯特羅祖布山是塞爾維亞的山峰，位於該國东南部，鄰近茨爾納特拉瓦，屬於羅多彼山脈的一部分，海拔高度1,546米，該地區幾乎沒有人居住。